# Encyoposis seydeli
Encyoposis seydeli är en insektsart som först beskrevs av Navás 1929.  Encyoposis seydeli ingår i släktet Encyoposis och familjen fjärilsländor. Inga underarter finns listade i Catalogue of Life.